# La Muette (metropolitana di Parigi)
La Muette è una stazione della linea 9 della metropolitana di Parigi.

## La stazione

### Origine del nome
Il nome della stazione deriva dallo Château de la Muette, che diede il nome all'omonimo nome del quartiere parigino. Altra ipotesi è quella che derivi da un padiglione di caccia di Carlo IX, situato nei pressi di Passy.

## Interconnessioni
- RER C - Boulainvilliers
- Bus RATP
- Noctilien